# Meliata
Meliata, ungarisch Melléte ist eine Gemeinde im Osten der Slowakei mit 169 Einwohnern (Stand 31. Dezember 2024), die zum Okres Rožňava, einem Teil des Košický kraj, gehört und in der traditionellen Landschaft Gemer liegt.

## Geographie
Die Gemeinde befindet sich am Übergang vom Talkessel Rimavská kotlina (Teil der größeren Einheit Juhoslovenská kotlina) in den Slowakischen Karst, am Unterlauf des Muráň kurz vor dem Muráň-Durchbruch und anschließender Mündung in die Slaná. Das Ortszentrum liegt auf einer Höhe von 224 m n.m. und ist 19 Kilometer von Tornaľa sowie 25 Kilometer von Rožňava entfernt.
Nach dem Ort ist der Meliata-Ozean (bzw. Meliata-Hallstatt-Ozean) als Teil des mesozoischen Ozeans Tethys benannt. Am Ufer des Muráň befindet sich zudem das Naturdenkmal Meliatsky profil (ausgerufen im Jahr 1989), zum Schutz der als Meliatikum bekannten tektonischen Mélange.
Nachbargemeinden sind Gemerská Hôrka im Norden und Nordosten, Bohúňovo (Ortsteil Tiba) im Osten, Bretka im Süden, Gemerská Ves im Südwesten und Licince im Westen und Nordwesten.

## Geschichte
Meliata wurde zum ersten Mal 1243 als Melete schriftlich erwähnt und wurde durch die Garnison der nahen Burg Gemer gegründet. Später war es ein Dorf des Landadels, das mehrfach die Besitzer wechselte. Im 16. und 17. Jahrhundert kam es zur teilweisen Entvölkerung und im 18. Jahrhundert zur Neubesiedlung. 1773 wohnten hier 27 leibeigene Bauernfamilien, 1828 zählte man 98 Häuser und 564 Einwohner, die als Landwirte, Köhler, Schafhalter und Töpfer beschäftigt waren.
Bis 1918/1919 gehörte der im Komitat Gemer und Kleinhont liegende Ort zum Königreich Ungarn und kam danach zur Tschechoslowakei beziehungsweise heute Slowakei. 1938 bis 1944 war er auf Grund des Ersten Wiener Schiedsspruchs noch einmal Teil Ungarns.

## Bevölkerung
| Jahr                | 1994 | 2004    | 2014    | 2024     |
| ------------------- | ---- | ------- | ------- | -------- |
| Anzahl der Personen | 241  | 223     | 206     | 169      |
| Unterschied         |      | −7,46 % | −7,62 % | −17,96 % |

| Jahr                | 2023 | 2024 |
| ------------------- | ---- | ---- |
| Anzahl der Personen | 169  | 169  |
| Unterschied         |      | +0 % |

Nach der Volkszählung 2011 wohnten in Meliata 215 Einwohner, davon 147 Magyaren, 31 Slowaken, sieben Roma und ein Tscheche. 29 Einwohner machten keine Angabe zur Ethnie.
79 Einwohner bekannten sich zur römisch-katholischen Kirche, 34 Einwohner zur reformierten Kirche, 26 Einwohner zur Evangelischen Kirche A. B., acht Einwohner zu den Zeugen Jehovas, vier Einwohner zur evangelisch-methodistischen Kirche und ein Einwohner zur griechisch-katholischen Kirche. 30 Einwohner waren konfessionslos und bei 33 Einwohnern wurde die Konfession nicht ermittelt.

## Baudenkmäler
- turmlose evangelische Kirche im klassizistischen Stil aus dem Jahr 1790[8]
- römisch-katholische Kirche Mariä Heimsuchung im historisierenden Stil aus dem Jahr 1873[9]